# Ӊ (кирилиця)
Ӊ, ӊ — кирилична літера, утворена від Н. 
Використовується в кільдинській саамській мові, де займає 21-шу позицію. Позначає носовий звук /n̥/. Не слід плутати її з Ң.